# 盧多遜
盧多遜（934年—985年），懷州河内县（今河南省沁阳市）人，祖籍范阳郡涿县（今河北省涿州市），出自范阳卢氏北祖第四房，北魏济州刺史卢尚之十四代孙。
博涉经史，聪明强记。五代後周顯德初年進士。北宋開寶元年冬，充翰林學士，奉敕与尚药奉御刘翰等纂修《开宝本草》。太平興國初，拜中書侍郎、平章事，後任兵部尚書。
太平興國六年（981年），盧多遜告發趙普當初不想立宋太宗，宋太宗因此疏遠了趙普。太平興國七年（982年）宰相趙普告發盧多遜與秦王赵廷美暗通，图谋不轨。初判死刑。後念其久事朝廷，下诏夺官，全家发配崖州（今海南島三亞崖城鎮）。詔書規定：“縱更大赦，不在量移之限。”即遇赦不赦。多逊至崖州，谢恩表曰：“流星已远，拱北极巳不由；海日悬空，望长安而不见。”常年住水南村（崖城鎮水南村），多賦詩譽水南村。雍熙二年（985年）卒于崖州水南村寓所。天圣十年（1032年）十月，特赠秘书省少监。景佑三年（1036年）三月，诏還懷州所沒田宅。四年（1037年）四月，贈工部尚書。

## 延伸阅读
[在维基数据编辑]
 《宋史/卷264》，出自脱脱《宋史》